# The Agonist
The Agonist este o formație heavy metal canadiană din Montreal, Quebec. Trupa a fost formată în 2004 de chitaristul Danny Marino, basistul Chris Kells, și fosta vocalistă Alissa White-Gluz. Cunoscută inițial ca The Tempest, formația a adoptat stilul său actual după ce a semnat cu Century Media Records în 2007. Până în prezent, The Agonist a lansat trei albumuri de studio, ultimul - "Prisoners" - fiind lansat pe 4 iunie 2012.

## Membri
Membri actuali
- Danny Marino - chitară (2004–prezent)
- Pascal "Paco" Jobin - chitară (2010–prezent)
- Chris Kells - bas, back vocal (2004–prezent)
- Simon McKay - tobe, percuție (2007–prezent)
- Vicky Psarakis – vocal (2014–prezent)

Foști membri
- Alissa White-Gluz - vocal (2004–2014)
- Andrew Tapley - chitară (2007–2008)
- Chris Adolph - chitară (2009)

Membri de turnee
- Justin Deguire - chitară (2011)

## Discografie

### Albumuri de studio
| An   | Titlu                          |
| ---- | ------------------------------ |
| 2007 | Once Only Imagined             |
| 2009 | Lullabies for the Dormant Mind |
| 2012 | Prisoners                      |
| 2015 | Eye of Providence              |
| 2016 | Five                           |
| 2019 | Orphans                        |

### EP-uri
| An   | Titlu         |
| ---- | ------------- |
| 2011 | The Escape    |
| 2014 | Disconnect Me |

### Single-uri
| An   | Titlu                                    | Album                          |
| ---- | ---------------------------------------- | ------------------------------ |
| 2007 | "Business Suits and Combat Boots"        | Once Only Imagined             |
| 2009 | "...and Their Eulogies Sang Me to Sleep" | Lullabies for the Dormant Mind |
| 2009 | "Birds Elope with the Sun"               | Lullabies for the Dormant Mind |
| 2009 | "Thank You Pain"                         | Lullabies for the Dormant Mind |
| 2011 | "The Escape"                             | Prisoners                      |
| 2012 | "Ideomotor"                              | Prisoners                      |
| 2012 | "Panophobia"                             | Prisoners                      |
| 2014 | "Disconnect Me"                          | Eye of Providence              |
| 2015 | "Gates of Horn and Ivory"                | Eye of Providence              |
| 2015 | "My Witness, Your Victim"                | Eye of Providence              |
| 2015 | "Danse Macabre"                          | Eye of Providence              |
| 2016 | "The Chain"                              | Five                           |
| 2016 | "The Moment"                             | Five                           |
| 2016 | "Take Me To Church"                      | Five                           |
| 2019 | "In Vertigo"                             | Orphans                        |
| 2019 | "Burn It All Down"                       | Orphans                        |
| 2019 | "As One We Survive"                      | Orphans                        |
| 2019 | "The Gift of Silence"                    | Orphans                        |
| 2020 | "Orphans"                                | Orphans                        |

### Clipuri video
| An   | Titlu                                    |
| ---- | ---------------------------------------- |
| 2007 | "Business Suits and Combat Boots"        |
| 2009 | "...and Their Eulogies Sang Me to Sleep" |
| 2009 | "Thank You Pain"                         |
| 2009 | "Birds Elope With The Sun"               |
| 2012 | "Panophobia"                             |
| 2015 | "Gates of Horn and Ivory"                |
| 2015 | "My Witness, Your Victim"                |
| 2015 | "A Gentle Disease"                       |
| 2015 | "Danse Macabre"                          |
| 2015 | "Follow The Crossed Line"                |
| 2016 | "The Moment"                             |
| 2016 | "The Hunt"                               |
| 2016 | "The Man Who Fell To Earth"              |
| 2017 | "Take Me To Church"                      |
| 2017 | "The Raven Eyes"                         |
| 2019 | "In Vertigo"                             |
| 2019 | "Burn It All Down"                       |
| 2019 | "As One We Survive"                      |
| 2019 | "The Gift of Silence"                    |
| 2020 | "Orphans"                                |